# 祝小平
祝小平(1963年9月—)，湖南衡阳人，西北工业大学教授，西北工业大学第365研究所总工程师，主要从事无人机总体设计和制导控制与仿真研究工作，译著有《无人机协同路径规划》、编著有《无人机设计手册》等。祝小平毕业于西北工业大学，曾获得2009年度长江学者成就奖，也是中国政府特殊津贴获得者，还担任中国航空学会无人机与微型飞行器分会总干事，中国宇航学会无人飞行器分会理事。